# Paul Dean, Baron Dean of Harptree
(Arthur) Paul Dean, Baron Dean of Harptree PC (* 14. September 1924; † 1. April 2009) war ein britischer Politiker und Mitglied der Conservative Party.
Dean diente während des Zweiten Weltkrieges in den Welsh Guards und erlitt eine Beinverletzung. Er war von 1964 bis 1983 Abgeordneter des Wahlkreises Somerset North im House of Commons, sowie von 1983 bis 1992 für den Wahlkreis Woodspring. 1993 wurde er als Baron Dean of Harptree, of Wedmore in the County of Somerset, zum Life Peer erhoben. Er gehörte danach dem House of Lords an.
Im Jahr 1979 starb seine erste Frau Doris Webb. Seine zweite Frau Peggy Parker heiratete er 1980. Seit 2002 war er verwitwet.